# كييل فريسك
كييل فريسك (بالسويدية: Kjell Frisk)‏ هو لاعب كرة قدم سويدي في مركز حراسة المرمى، ولد في 27 أبريل 1964 في Rimforsa ‏ في السويد. لعب مع نادي يورغوردينس.